# Фельтре
Фельтре (італ. Feltre, вен. Feltre) — муніципалітет в Італії, у регіоні Венето, провінція Беллуно.
Фельтре розташоване на відстані близько 470 км на північ від Рима, 75 км на північний захід від Венеції, 28 км на південний захід від Беллуно.
Населення — 20 652 особи (2014).
Щорічний фестиваль відбувається 14 травня. Покровитель — Vittore.

## Демографія
Населення за роками:

Станом на 1 січня 2023 року в муніципалітеті офіційно проживали 1984 іноземці з 76 країн, серед них 401 громадянин країн Євросоюзу та 206 громадян України.

## Релігія
- Центр Беллуно-Фельтрівської діоцезії Католицької церкви.

## Уродженці
- Надір Зортея (*1999) — італійський футболіст, захисник.

## Сусідні муніципалітети
- Чезіомаджоре
- Фонцазо
- Лентіаї
- Меццано
- Педавена
- Куеро-Вас
- Серен-дель-Граппа
- Соврамонте

## Галерея зображень

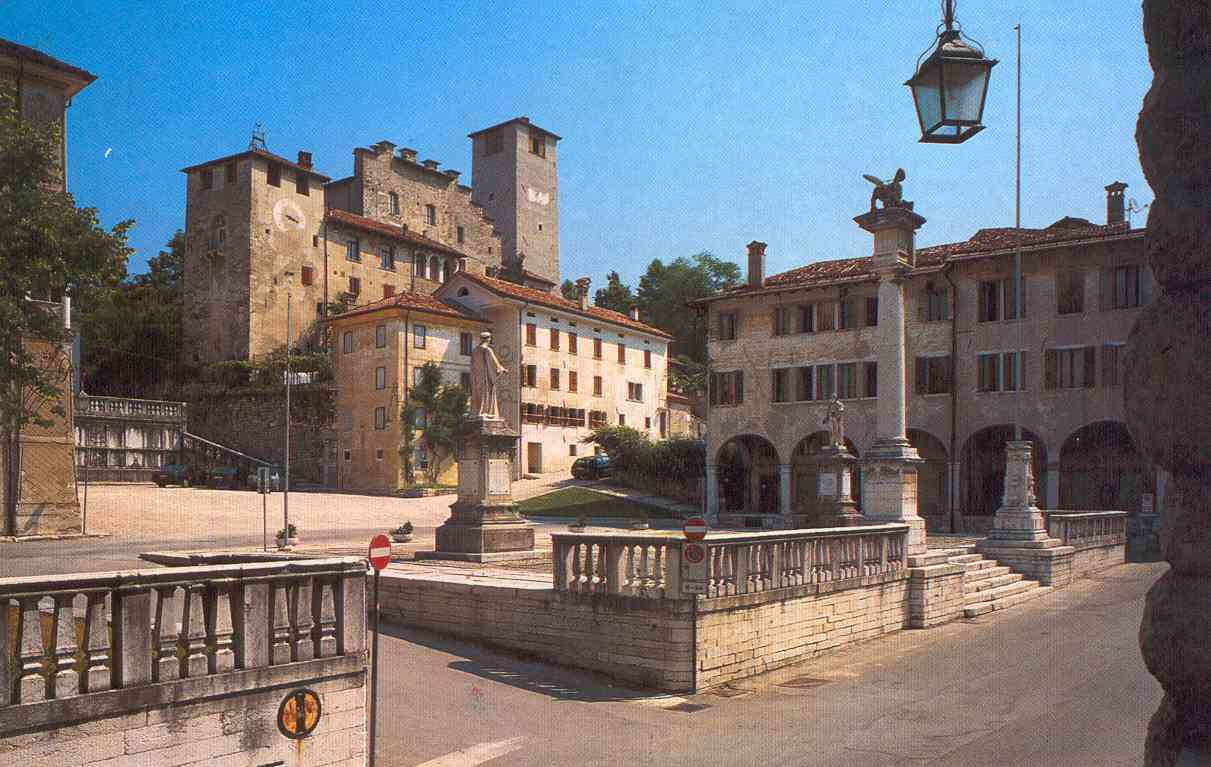
Площа Maggiore
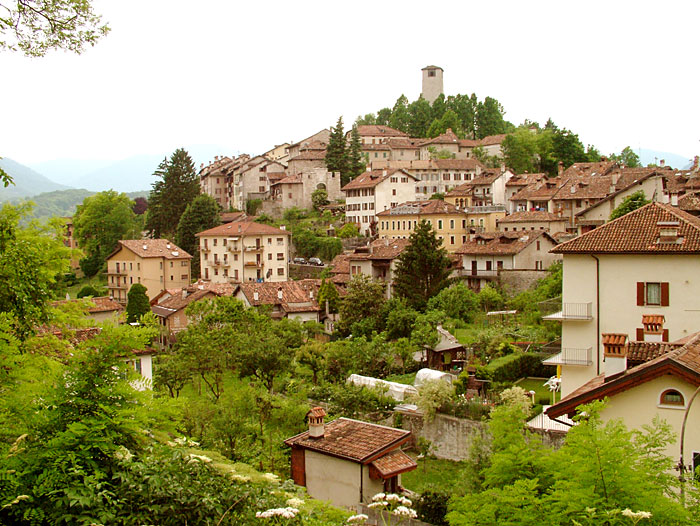
Історичний центр.
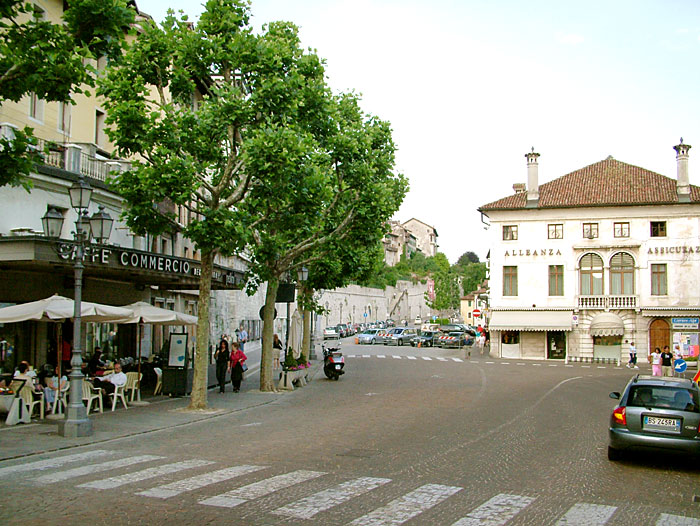
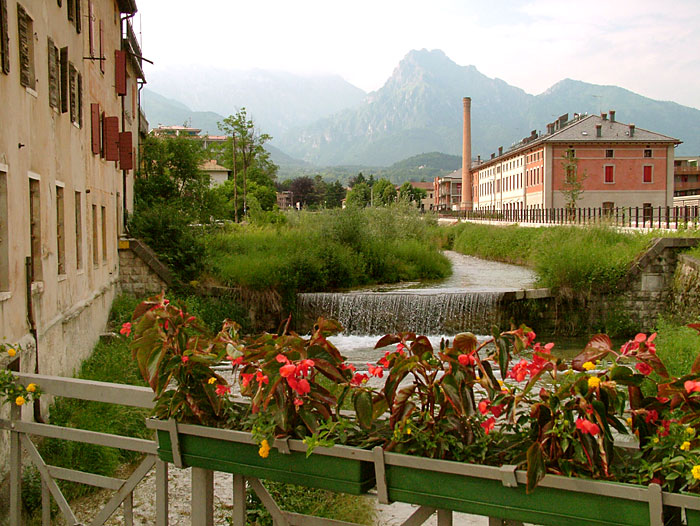